# Laura Seara
Laura Seara Sobrado (Allariz, 20 de abril de 1975) es una abogada y política española. Ha sido diputada del Parlamento de Galicia (2001-2011) por el PSOE, diputada en las Cortes Generales (2011-2015) y secretaria de Estado de Igualdad en el gobierno de José Luis Rodríguez Zapatero en 2011. Desde octubre de 2016 es la coordinadora federal de Organización y Comunicación de la gestora del PSOE tras la dimisión de Pedro Sánchez como secretario general del partido.

## Biografía
Licenciada en Derecho y máster en Calidad de los Servicios. Ha trabajado como consultora de calidad en diversas empresas y fue vicepresidenta del Consejo de la Juventud de España. En 2001 fue elegida diputada de la VI Legislatura del Parlamento de Galicia del Partido Socialista de Galicia (PSdeG-PSOE) en el Parlamento de Galicia, repitiendo en la VII y en la VIII legislatura. Causó baja el 18 de enero de 2010. En la cámara autonómica fue portavoz de Medio Ambiente y portavoz de Igualdad y Bienestar del Grupo Parlamentario Socialista. Ha sido secretaria de Movimientos Sociales y secretaria de Organización de las Juventudes Socialistas de España y responsable del Área de Igualdad, Movimientos Sociales e Inmigración en la Comisión Ejecutiva Nacional del PSdeG-PSOE. Forma parte del Comité Federal del PSOE y es responsable de la Secretaría de Igualdad, Movimientos Sociales e Inmigración del PSdeG-PSOE. De 2009 a 2011 fue directora general de la Mujer.
Entre el 22 de julio y el 23 de diciembre de 2011 fue secretaria de Estado de Igualdad en sustitución de Bibiana Aído en el Ministerio de Sanidad, Política Social e Igualdad.
En 2015 Laura Seara fue elegida por la militancia del PSOE para ser cabeza de lista en Orense en las elecciones generales pero fue vetada por la dirección federal del PSOE liderada por Pedro Sánchez. En mayo de 2016 Seara denunció que Sánchez le había excluido de nuevo de las listas para las elecciones del 26 de junio.
Desde octubre de 2016 es la coordinadora federal de Organización y Comunicación de la gestora del PSOE tras la dimisión de Pedro Sánchez como secretario general.

## Vida personal
En octubre de 2010 se casó con el periodista Xosé Ramón Carballo.